# Isla Quebrada
La isla Quebrada (en inglés: Broken Island) forma parte del archipiélago de las Malvinas, que según la Organización de las Naciones Unidas (ONU), está en litigio de soberanía entre el Reino Unido, quien la administra como parte del territorio británico de ultramar de las Malvinas, y la Argentina, quien reclama su devolución, y la integra en el departamento Islas del Atlántico Sur de la provincia de Tierra del Fuego, Antártida e Islas del Atlántico Sur.  
Esta isla se encuentra al sur de la isla de Borbón, al este de la isla Golding y al norte de las islas Gran Malvina y del Este. Hay una serie de pequeños islotes en ella.
El topónimo en castellano hace referencia a la disposición de su terreno, que contiene muchas bahías y ensenadas. Tiene una parte central en forma circular, con un "escupitajo" que se extiende hacia el oeste, y otro al este, de manera retorcida. Tiene una forma de "S".